# Newerton
Newerton Martins da Silva (Palmares, 3 giugno 2005) è un calciatore brasiliano, attaccante dello Šachtar.

## Caratteristiche tecniche
Gioca come ala.

## Carriera
Newerton ha iniziato la sua carriera calcistica nei settori giovanili di Sport Recife e San Paolo, con cui ha firmato un contratto professionistico nel 2021. Il 21 luglio 2023 è stato acquistato a titolo definitivo dallo Šachtar con cui ha firmato un contratto di cinque anni. Ha esordito nel calcio professionistico otto giorni dopo nell'incontro di Prem"jer-liha vinto 2-1 contro il Metalist 1925.

## Statistiche

### Presenze e reti nei club
Statistiche aggiornate al 19 maggio 2024.
| Stagione        | Squadra         | Campionato      | Campionato | Campionato | Coppe nazionali | Coppe nazionali | Coppe nazionali | Coppe continentali | Coppe continentali | Coppe continentali | Altre coppe | Altre coppe | Altre coppe | Totale | Totale | Totale |
| Stagione        | Squadra         | Comp            | Pres       | Reti       | Comp            | Pres            | Reti            | Comp               | Pres               | Reti               | Comp        | Pres        | Reti        | Pres   | Reti   |        |
| --------------- | --------------- | --------------- | ---------- | ---------- | --------------- | --------------- | --------------- | ------------------ | ------------------ | ------------------ | ----------- | ----------- | ----------- | ------ | ------ | ------ |
| 2023-2024       | Šachtar         | PL              | 15         | 1          | CU              | 1               | 0               | UCL+UEL            | 4+1                | 0                  |             | -           | -           | 21     | 0      |        |
| Totale carriera | Totale carriera | Totale carriera | 15         | 0          |                 | 1               | 0               |                    | 5                  | 0                  |             | -           | -           | 21     | 0      |        |

## Palmarès

### Club

#### Competizioni nazionali
- Campionato ucraino: 1

Šachtar: 2023-2024
- Coppa d'Ucraina: 2

Šachtar: 2023-2024, 2024-2025